# Quận Island, Washington
Quận Island là một quận thuộc tiểu bang Washington, Hoa Kỳ.
Quận được đặt tên như vậy vì đây là một hòn đảo. Theo điều tra dân số của Cục điều tra dân số Hoa Kỳ năm 2000, quận có dân số 71.558 người. Quận lỵ đóng ở Coupeville, còn thành phố lớn nhất quận là Oak Harbor.

## Địa lý
Theo Cục điều tra dân số Hoa Kỳ, quận có diện tích km2, trong đó có km2 là diện tích mặt nước.